# مريم هاشمي
مريم هاشمي (بالإنجليزية: Maryam Hashemi)‏ هي رسامة بريطانية وإيرانية، ولدت في 1977.

## وصلات خارجية
- مريم هاشمي على موقع IMDb (الإنجليزية)